# Kostiantyn Piliyev
Kostiantyn Piliyev –en ucraniano, Костянтин Пілієв– (Donetsk, URSS, 28 de febrero de 1983) es un deportista ucraniano que compitió en halterofilia.
Ganó una medalla de bronce en el Campeonato Europeo de Halterofilia de 2005, en la categoría de 94 kg. Participó en los Juegos Olímpicos de Londres 2012, ocupando el quinto lugar en la misma categoría.

## Palmarés internacional
| Campeonato Europeo | Campeonato Europeo | Campeonato Europeo | Campeonato Europeo |
| Año                | Lugar              | Medalla            | Categoría          |
| ------------------ | ------------------ | ------------------ | ------------------ |
| 2005               | Sofía (Bulgaria)   | Medalla de bronce  | 94 kg              |